# Басниев, Каплан Сафербиевич
"1961—1919 — Работа в МИНГ" - вероятно опечатка, должно быть: "1961—2019 — Работа в МИНГ"
Каплан Сафербиевич Басниев (10 марта 1935, Краснодар — 26 октября 2019) — советский инженер, специалист по разработке нефтяных и газовых месторождений; доктор технических наук (1982), профессор (1983).

## Основные даты жизни и трудовой деятельности
В 1957 году окончил Московский нефтяной институт им. И. М. Губкина.
- 1957—1961 — Инженер нефтегазодобывающего управления «Черноморнефть», младший научный сотрудник Краснодарского филиала ВНИИнефть
- 1961—1919 — Работа в МИНГ — РГУ нефти и газа им. И. М. Губкина: старший научный сотрудник, старший преподаватель, доцент кафедры газовых и газоконденсатных месторождений, профессор, заведующий кафедрой нефтегазовой и подземной гидравлики, заведующий кафедрой разработки и эксплуатации газовых и газоконденсатных месторождений (1998-2019);
- 1992-2019 — заместитель директора ИПНГ РАН и Госкомвуза России
- 1966—1968, 1973—1974 — Преподавал и работал в должности заведующего кафедрой разработки нефтяных и газовых месторождений Национального института углеводородов в Алжире
- осуществлял научную работу во Франции (Эльф-Акитэн, 1971) и в Венгрии (1987—1990); читал лекции по нефтегазовой подземной гидромеханике в Болгарии, Венгрии, Франции, Югославии
- консультировал по различным вопросам образования и науки в Республике Мадагаскар, Кот-Дивуар, Алжире и др. странах.

## Научно-производственные и общественные достижения
Автор более 140 научных трудов (опубликованы в Венгрии, Болгарии, Китае, США, Франции), включая 10 монографий и учебников, в том числе:
- «Механика насыщенных пористых сред» (1970)
- «Комплексное решение проблемы разработки группы газовых месторождений» (1970)
- «Разработка месторождений природных газов, содержащих неуглеводородные компоненты» (1986)
- «Добыча и транспорт газа и газового конденсата» (1986)
- «Подземная гидромеханика» (1983)
- «Вчера, сегодня, завтра нефтяной промышленности России» (1985)

Общественные достижения
- Председатель Специализированного совета по защите докторских диссертаций по механике жидкостей и газа
- член специализированных советов РГУ нефти и газа им. И. М. Губкина и ВНИИгаза по защите докторских диссертаций по разработке нефтяных и газовых месторождений
- член Пленума ВАК России
- член президиума РАЕН и председатель бюро отделения нефти и газа РАЕН
- член редколлегии журнала «Газовая промышленность»
- член совета МГС исполкома МИЦ газовых технологий
- действительный член Российской академии естественных наук

## Награды
- Заслуженный деятель науки и техники РФ (1995)
- Лауреат премии имени академика И. М. Губкина (1983)
- Орден Дружбы народов (1980)
- Орден Почёта (2000)
- Медаль «За доблестный труд. В ознаменование 100-летия со дня рождения В. И. Ленина» (1970)
- знак «За отличные успехи в работе» Минвуза СССР (1968)
- Почётный работник газовой промышленности (1982)
- Ветеран труда газовой промышленности (1995)
- Заслуженный работник Минтопэнерго России (1995)